# São Félix do Araguaia
São Félix do Araguaia är en kommun i Brasilien.   Den ligger i delstaten Mato Grosso, i den centrala delen av landet, 700 km nordväst om huvudstaden Brasília. Antalet invånare är 10 531.
Omgivningarna runt São Félix do Araguaia är huvudsakligen savann. Trakten runt São Félix do Araguaia är nära nog obefolkad, med mindre än två invånare per kvadratkilometer.